# Resolutie 1851 Veiligheidsraad Verenigde Naties
Resolutie 1851 van de Veiligheidsraad van de Verenigde Naties werd op 16 december 2008 met unanimiteit door de VN-Veiligheidsraad goedgekeurd. Met deze resolutie vroeg men landen om internationaal samen te werken teneinde de piraterij voor de kust van Somalië, die aan het escaleren was, tegen te gaan.

## Achtergrond
In 1960 werden de voormalige kolonies Brits Somaliland en Italiaans Somaliland onafhankelijk en samengevoegd tot Somalië. In 1969 greep het leger de macht en werd Somalië een socialistisch-islamitisch land. In de jaren 1980 leidde het verzet tegen het totalitair geworden regime tot een burgeroorlog en in 1991 viel het centrale regime. Vanaf dan beheersten verschillende groeperingen elke een deel van het land en enkele delen scheurden zich ook af van Somalië. In 2006 werd het grootste deel van Somalië veroverd door de Unie van Islamitische Rechtbanken. Op het einde van dat jaar werden zij echter door troepen uit buurland Ethiopië verjaagd. In 2008 werd piraterij voor de kust een groot probleem.

## Inhoud

### Waarnemingen
Het aantal incidenten met piraterij en gewapende overval voor de kust van Somalië was het voorbije half jaar drastisch gestegen. Die piraterij bedreigde onder meer de humanitaire hulp
aan Somalië. De piraten zelf werden vakkundiger, driester en hadden ook hun actieterrein vergroot. Zo hadden ze al schepen aangevallen op 500 zeemijlen van de kust van Kenia en zo ver als
Tanzania. 
De Tijdelijke Federale Regering van Somalië was niet in staat in te grijpen en had internationale hulp gevraagd. Daarop hadden onder meer de EU en de NAVO initiatieven genomen om schepen te beschermen. Door een gebrek aan capaciteit, regels en duidelijkheid wist men echter niet goed wat te doen met gevangengenomen piraten. Soms werden die zelfs gewoon weer vrijgelaten.

### Handelingen
Landen met de nodige capaciteit werden opgeroepen deel te nemen aan de strijd tegen de
piraterij voor de Somalische kust door militaire schepen en vliegtuigen
in te zetten om boten en wapens van piraten in beslag te nemen. Ze werden ook gevraagd om, met
instemming van de Tijdelijke Somalische Regering, akkoorden te sluiten met landen die bereid waren
de piraten te berechten. 
Volgens een rapport van de waarnemingsgroep in Somalië zorgden de grote
losgelden voor een toename van de piraterij. Door het gebrek aan toezicht op het wapenembargo
tegen Somalië konden die piraten bovendien gemakkelijk aan wapens komen.

## Verwante resoluties
- Resolutie 1844 Veiligheidsraad Verenigde Naties
- Resolutie 1846 Veiligheidsraad Verenigde Naties
- Resolutie 1853 Veiligheidsraad Verenigde Naties
- Resolutie 1863 Veiligheidsraad Verenigde Naties (2009)

Lijst ·  1795 ·  1796 ·  1797 ·  1798 ·  1799 ·  1800 ·  1801 ·  1802 ·  1803 ·  1804 ·  1805 ·  1806 ·  1807 ·  1808 ·  1809 ·  1810 ·  1811 ·  1812 ·  1813 ·  1814 ·  1815 ·  1816 ·  1817 ·  1818 ·  1819 ·  1820 ·  1821 ·  1822 ·  1823 ·  1824 ·  1825 ·  1826 ·  1827 ·  1828 ·  1829 ·  1830 ·  1831 ·  1832 ·  1833 ·  1834 ·  1835 ·  1836 ·  1837 ·  1838 ·  1839 ·  1840 ·  1841 ·  1842 ·  1843 ·  1844 ·  1845 ·  1846 ·  1847 ·  1848 ·  1849 ·  1850 ·  1851 ·  1852 ·  1853 ·  1854 ·  1855 ·  1856 ·  1857 ·  1858 ·  1859